# Southampton (ostrov)
Southampton je ostrov ležící v severní části Hudsonova zálivu jižně od polárního kruhu. Je součástí kanadského teritoria Nunavut. S rozlohou 41 214 km² je devátým největším ostrovem Kanady a třicátým čtvrtým největším ostrovem celého světa. Žije tu pouze necelá tisícovka obyvatel, soustředěných v jediné osadě Coral Harbour na jižním pobřeží ostrova. Více než devět desetin z nich tvoří Inuité.
Původními obyvateli ostrova byl kmen Sadlermiut, který byl posledními žijícími potomky paleoeskymácké dorsetské kultury. Roku 1903 jeho příslušníci vymřeli na epidemii zavlečenou Evropany. Objevitelem ostrova byl roku 1613 velšský mořeplavec Thomas Button, který ho nazval podle Henryho Wriothesleye, třetího hraběte ze Southamptonu, mecenáše výprav na severoamerický kontinent. V roce 1924 byla založena vesnice Coral Harbour, pojmenovaná podle nálezu zkamenělého pravěkého korálu.
Ostrov má suché, větrné a mrazivé podnebí. V zimě teploty klesají pod -30 °C, v létě jen zřídka vystoupí nad deset stupňů. Je převážně rovinatý (odtud jeho domorodé pojmenování, které znamená „plochá země“), jen podél severovýchodního pobřeží se táhne pohoří Porsil Mountains. Na severu ostrova se nachází velké jezero Hansine Lake. Záliv East Bay je chráněným územím jako významné hnízdiště husy sněžní.
Ostrov je jedinou částí Nunavutu, kde se nepoužívá letní čas.